# Eugène Balme
Eugène Jean François Balme (Oullins, Roine-Alps, 22 de novembre de 1874 – París, 24 de febrer de 1914) va ser un tirador francès que va competir cavall del segle xix i el segle xx. El 1900 va prendre part en els Jocs Olímpics de París, on guanyà una medalla de bronze en la prova de Pistola ràpida, 25 metres.
Vuit anys més tard, als Jocs Olímpics de Londres, va guanyar una nova medalla de bronze en la prova de rifle lliure 300m, 3 posicions per equips, mentre la de rifle militar per equips fou quart.
El febrer de 1914 se suïcidava d'un tret a casa seva.